# Matthias Fritz (Fußballspieler)
Matthias Fritz (* 29. November 1969) ist ein ehemaliger deutscher Fußballspieler.

## Karriere
Matthias Fritz stammt aus dem badischen Forbach, wo er beim SV Forbach spielte. Am Gymnasium Gernsbach absolvierte er sein Abitur. Beim SV Kuppenheim schaffte er in der Spielzeit 1989/90 gemeinsam mit Marco Grimm den Sprung aus der A-Jugend in die Wettkampfmannschaft, wo er an der Seite von Alexander Ogrinc und Ex-Profi Konrad Koffler auf Anhieb torgefährlichster Spieler war und mit zwölf Saisontoren zur Vizemeisterschaft in der Verbandsliga Südbaden hinter Oberligaabsteiger SC Pfullendorf beitrug. Daraufhin wechselte er zum Oberligisten VFB Gaggenau, bei dem er sich mit 13 Saisontoren in der Spielzeit 1990/01 in die Top Ten der Torschützenliste platzierte und für höhere Aufgaben empfahl. In dessen Spielen gegen die Amateure des Karlsruher SC wurden Rainer Ulrich und Winfried Schäfer auf ihn aufmerksam, die ihn nach Karlsruhe holten. Fritz spielte mit dem Karlsruher SC drei Jahre in der Bundesliga. In dieser Zeit absolvierte er 14 Spiele. Seine fußballerische Laufbahn wurde durch häufige Verletzungen beeinträchtigt. Sein einziges Bundesligator war das Siegtor zum 0:1 am 2. Mai 1992 im Auswärtsspiel beim Hamburger SV. 1994 wechselte er zum SV Sandhausen, mit dem er 1994/95 Meister der Oberliga wurde und in die Regionalliga aufstieg. Nach zwei Jahren beim SVS heuerte er beim SSV Ulm 1846 an und spielte weitere zwei Jahre in der Regionalliga Süd. Nach dem Ende seiner Spielerlaufbahn war er als DFB-Stützpunkttrainer tätig und spielte in AH-Mannschaften wie den KSC Allstars.
Fritz studierte neben seiner Profikarriere an der TH Karlsruhe. Er schloss als Dipl. Wirtschaftsingenieur ab und arbeitet in diesem Beruf.